# Bóromir
En Bóromir és un personatge fictici de l'univers de J.R.R. Tolkien, la Terra Mitjana. És el primogènit d'en Dénethor II (l'últim dels senescals regents de Góndor) i germà gran d'en Fàramir.
En Bóromir és un líder amb molt de caràcter i personalitat, acompanyat d'una presència imponent i grans capacitats físiques. Els seus dots de comandament van fer que pugés molt ràpid en els rangs de l'exèrcit de Góndor, esdevenint Capità de la Torre Blanca, i més endavant Capità General.
Va ser un dels nou caminants que va designar el Consell de n'Élrond per dur a terme la missió de destruir l'Anell.

## Biografia

### Abans de la descoberta de l'anell
En Bóromir va néixer l'any 2978 de la Tercera Edat, fill d'en Dénethor II i na Finduilas. Els seus pares eren fills del senescal regent de Góndor, Echtèlion II, i del Príncep de Dol Àmroth Andrahil. L'any següent n'Ecthèlion moriria i en Dènethor obtindria el poder.
Després de la mort de na Finduilas, en Dénethor es tornà un home més fred i distant. Tot i que el pare sempre afavoria en Bóromir per sobre d'en Fàramir, això mai no va ser causa de rivalitat, i la relació entre els dos germans era molt bona.
En Bóromir era un home orgullós. Li semblava una llàstima que Góndor no hagués tingut rei des de feia centenars d'anys, i preguntava al seu pare com era que els senescals encara no podien prendre el títol de rei.
Tot i que li va tocar viure uns temps difícils on el poder dels homes de l'oest disminuïa i l'ombra del Senyor Fosc s'escampava, en Bóromir va comportar-se sempre com un guerrer valent, liderant els seus homes en contínues ràtzies contra els destacaments de Mórdor.

### El Senyor dels Anells
Quan el seu germà va tenir un somni profètic que semblava indicar el camí a seguir, va voler ser ell qui anés a Rivendell a cercar ajuda. Allà va assistir al Consell de Élrond, on va parlar dels esforços de Góndor per suportar els embats de Mórdor. Va intentar convèncer el Consell que portessin l'Anell a Góndor per a utilitzar-lo contra el Senyor Fosc, però va ser contradit, ja que no es pot utilitzar l'Anell sense corrompre's de la malvat de Sàuron.
Aleshores va unir-se a la Germandat de l'Anell, que tenia el propòsit de destruir-lo. Va ser un dels nou companys que van travessar Mòria, i també va acompanyar-los a Lothlórien on es va trobar molt incòmode davant l'esguard de na Galàdriel.
Bóromir sempre va mostrar-se partidari de portar l'Anell a Minas Tirith. Va proposar-ho obertament a Àragorn després de la mort de Gàndalf. Li semblava una bajanada destruir l'Anell quan es podia fer servir per defensar la seva ciutat. Endut pel seu propi orgull i pel poder corruptor de l'Anell, va intentar prendre'l a Frodo, motiu pel qual el hòbbit va fugir i la Germandat va dissoldre's.
De seguida es va adonar del que havia fet, se'n penedí, però abans que pogués fer-hi res van ser atacats pels orcs de Sàruman a Àmon-Hen. Va lluitar amb valentia per impedir que capturessin els hòbbits Meriadoc Brandiboc i Pippin, i va morir travessat per fletxes òrquiques. El seu cos va ser deixat en una barca al riu Ànduin per Àragorn, Guimli i Légolas, amb el seu corn trencat al pit. Així el va trobar el seu germà Fàramir uns dies més tard, en un punt més avançat del curs del riu. Es diu que la barca va seguir endavant fins a anar a desembocar al mar.

## Adaptacions
En la versió cinematogràfica de Peter Jackson d'El Senyor dels Anells, l'actor Sean Bean interpreta en Bóromir. El seu aspecte representa una petita desviació respecte dels llibres, ja que si allà hi és descrit amb els cabells foscos i ben afaitat, a les pel·lícules té els cabells castanys i té barba.